# The M+M's Tour
The M+M's Tour là chuyến lưu diễn thứ sáu của ca sĩ người Mỹ Britney Spears, bao gồm các buổi biểu diễn trong 6 ngày tại các câu lạc bộ tại Mỹ. Spears đã bày tỏ mong muốn được đi tour lần nữa vào đầu tháng 2 năm 2006. Đây là tour diễn đánh dấu lần đầu tiên Spears biểu diễn trực tiếp kể từ The Onyx Hotel Tour vào năm 2004.
Chương trình dài 12-16 phút, trong đó Spears cùng với bốn nữ vũ công khác biểu diễn phiên bản rút gọn của 5 bài hát, bao gồm các hit như "...Baby One More Time" and "Toxic". Trong một tiết mục, sẽ có một khán giả nam tham gia trên sân khấu. Spears hoàn toàn hát nhép trong tất cả các bài. Nó đã nhận được những ý kiến trái chiều từ các nhà phê bình và người hâm mộ. Một số người nói rằng Spears trông rất hạnh phúc và hình thể tuyệt vời, trong khi những người khác coi là chương trình dưới chương trình. Phe vé bên ngoài địa điểm tổ chức ở San Diego bán vé mệnh giá 35 đô với mức giá từ 200 đô đến 500 đô.

## Danh sách bài hát
1. "...Baby One More Time"
2. "I'm a Slave 4 U"
3. "Breathe on Me"
4. "Do Somethin'"
5. "Toxic"

Nguồn:

## Show diễn
| Ngày                | Thành phố   | Quốc gia  | Địa điểm          | Tham dự             | Doanh thu |
| ------------------- | ----------- | --------- | ----------------- | ------------------- | --------- |
| 1 tháng 5 năm 2007  | San Diego   | Mỹ        | House of Blues    | 900 / 900           | $36,896   |
| 2 tháng 5 năm 2007  | Anaheim     | Mỹ        | House of Blues    | 1,100 / 1,100       | $38,500   |
| 3 tháng 5 năm 2007  | Los Angeles | Mỹ        | House of Blues    | 1,050 / 1,050       | $36,750   |
| 6 tháng 5 năm 2007  | Las Vegas   | Mỹ        | House of Blues    | 1,743 / 1,800       | $104,580  |
| 19 tháng 5 năm 2007 | Orlando     | Mỹ        | House of Blues    | 2,100 / 2,100       | $73,500   |
| 20 tháng 5 năm 2007 | Miami       | Mỹ        | Mansion Nightclub | —                   | —         |
| Tổng cộng           | Tổng cộng   | Tổng cộng | Tổng cộng         | 6,893 / 6,950 (99%) | $290,226  |